# Abu-Yaqub Yússuf ibn Abd-al-Mumin

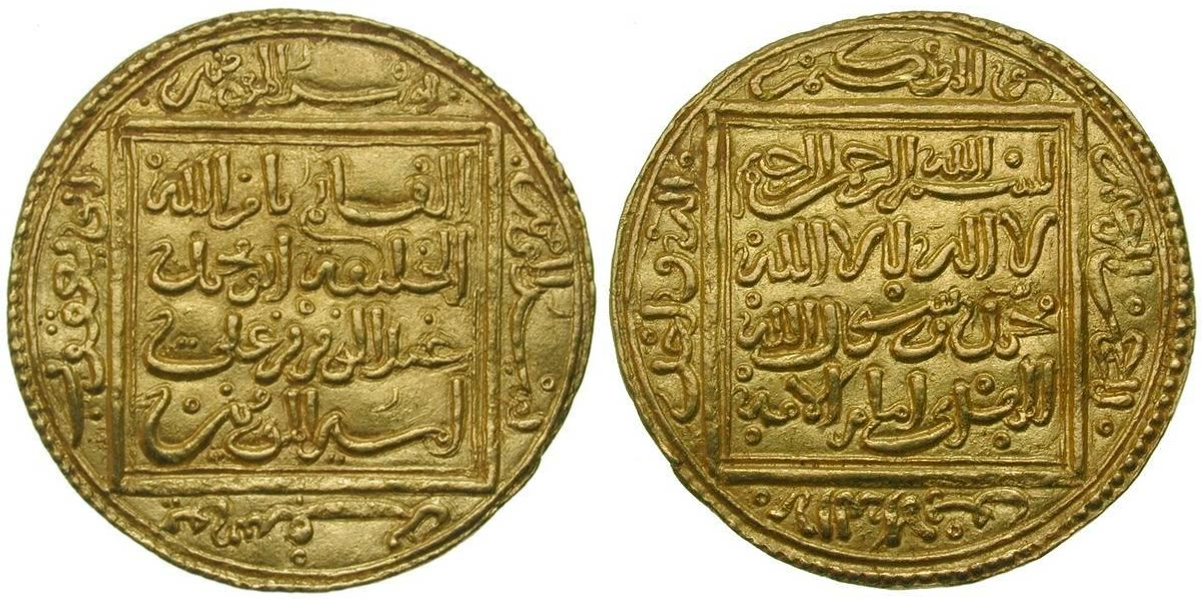
Moneda emesa pel califa.

Abu-Yaqub Yússuf ibn Abd-al-Mumin (àrab: أبو يعقوب يوسف بن عبد المؤمن, Abū Yaʿqūb Yūsuf b. ʿAbd al-Muʾmin) (Tinmal·lal, 1140 - Evora, 1184) fou el segon califa dels almohades de la dinastia mumínida (1163 - 1184).

## Pujada al tron
El 1154 el seu germà gran Muhàmmad ibn Abd-al-Mumin fou proclamat hereu; probablement fou proclamat sobirà a la mort del pare i va regnar uns dos mesos, però llavors el visir Úmar ibn Abd-al-Mumin va declarar que quatre dies abans de morir Abd-al-Mumin ibn Alí havia ordenat desheretat a Muhàmmad, suprimir el seu nom de la khutba i al llit de mort havia designat hereu a Abu-Yaqub Yússuf, a qui va fer venir des de Sevilla, on era governador (1157-1163) i el va fer proclamar amb el suport dels xeics i l'exèrcit. Aquest cop d'estat va trobar l'oposició d'un altre germà, Alí ibn Abd-al-Mumin, governador de Fes, que estava a Tinmal·lal per enterrar al pare, però va morir misteriosament a la seva tornada. Dos altres germans, Abd-Al·lah ibn Abd-al-Mumin, governador de Bugia, i Uthman ibn Abd-al-Mumin, governador de Còrdova, tampoc el van reconèixer. Així Yússuf no va prendre el títol d'amir al-muminín i va adoptar el més modest d'amir al-muslimín.
Va llicenciar l'exèrcit concentrat pel seu pare a Rabat i es va establir a Marràqueix. Va combatre una revolta dels Ghumara a la regió al sud de Ceuta dirigits per Saba ibn Managhfad, derrotat i mort en 1166, i va lluitar a Andalusia contra Ibn Mardanix, que atacava Còrdova des d'Andújar; Uthman, governador de Còrdova va iniciar una ofensiva, i va ocupar Andújar, Baeza, Baza, Caravaca, Cuéllar i Vélez-Rubio i va aniquilar les forces d'Ibn Mardanix a la plana de Múrcia a uns 15 km de la ciutat (15 d'octubre de 1165); la ciutat, però, no va poder ser ocupada i encara va resistir cinc anys més.
La desaparició del seu germà Abd-Al·lah, governador de Bugia, mort enverinat, el va lliurar d'un enemic.

## Califat
El 1168 va agafar el títol de califa (amir al-muminín). Just llavor el capità portuguès Giraldo sen Pavor (Guerau sense Por), al servei d'Alfonso Henriques, va ocupar Evora, Trujillo, Càceres, Montánchez, Serpa i Juromenha, i va assetjar Badajoz amb ajut del seu antic emir. Badajoz fou salvada per la intervenció de Ferran II de Lleó, aliat almohade. Aquestos territoris pertanyien als almohades i a l'emir de Càceres.
La resistència d'Ibn Mardanix, que s'havia aliat a Barcelona i Aragó, i el 1168 havia atacat Granada i havia arribat fins a Ronda (març), es va esvair el 1169 quan el sogre d'aquest i alhora el seu general i governador de Jaén, Ibrahim ibn Hamuixk, es va revoltar i es va sotmetre als almohades. El 1169 els portuguesos van ocupar Badajoz excepte la fortalesa. Llavors van arribar els lleonesos als quals, segons l'acord amb Portugal, corresponia la ciutat; en un combat entre ambdues forces el rei portuguès fou fet presoner i alliberat a canvi de la renúncia a la ciutat.
Els catalans van aprofitar per apoderar-se de diversos castells (1169-1170): Favara de Matarranya, Maella, Massalió, la Vall de Tormo, la Freixneda, Beseit, Vall-de-roures, Ràfels, Mont-roig de Tastavins, Pena-roja, Casp, Calanda, Aiguaviva, Castellote, las Cuevas, i altres punts de la riba de l'Algar, la serra fins a Cantavella i Valdejarque, i les comarques de Terol, Alfambra i Guadalaviar; els musulmans d'aquestes zones van fugir cap a València.
El 1171 Ibn Mardanix va assetjar Alzira amb el suport del seu germà Abu-l-Hajjaj Yússuf, governador de València, (juny) però es va haver de retirar al cap de dos mesos d'inútil setge. Llavors el governador de València es va sotmetre als almohades. Ibn Mardanix es va quedar només amb Múrcia i Alacant, mentre Llorca i Elx es van sotmetre tanmateix als almohades. Els catalans no van tardar a presentar-se davant Xàtiva.
Yússuf va reunir un exèrcit amb el qual va anar a Hispània i va assetjar Múrcia. Ibn Mardanix va morir (28 de març) abandonat per tots els seus partidaris (1172) fins i tot el governador de la ciutat Abd-Al·lah ibn Muhàmmad ibn Sad (Sàhib al-Bassit). El seu fill gran Abu-l-Qàmar Hilal i els seus germans Yússuf i Gamin, es van sotmetre no gaire després (abril) a Yússuf, que els va acollir i els va nomenar consellers.
Els notables murcians el van convèncer per assetjar Huete (Wabda) que feia poc havia estat repoblada i constituïa una amenaça per Conca i el Llevant. Yusuf va acceptar i va sortir de Sevilla, va conquerir Vilches i Alcaraz i per la plana d'Albacete es va presentar davant Huete el juliol del 1172 però el setge fou un fracàs per la manca de combativitat de les seves forces. Finalment, en acostar-se un exèrcit castellà, els almohades es van retirar cap a Conca, Xàtiva, Elx i Oriola fins a Múrcia on l'exèrcit fou dispersat.
El comte Jimeno el Geperut (al-Àhdab) amb la gent d'Àvila va fer incursions a la vall del Guadalquivir i va arribar l'abril del 1173 a Écija on va fer un gran botí. Yusuf que tornava a ser Sevilla va haver de reunir altre cop l'exèrcit. Abu-Hafs Úmar Inti, amb dos germans del califa, Yahya i Ismail, van reunir les tropes i van atrapar al comte prop de Caracuel, batalla de Caracuel el van derrotar i el van matar. Badajoz fou reavituallada i tota la riba del Tajo assolada des de Talavera a Toledo. Alfonso Henriques va haver de demanar una treva de cinc anys, i el comte Nuño de Lara va fer el mateix per part de Castella. L'hivern següent es va fortificar Beja que havia estat evacuada dos anys abans i romania en ruïnes.
El 1174 es va casar amb una filla d'Ibn Mardanix i el 1175 no va sortir de Sevilla. Després va retornar sobtadament cap a Marràqueix. Va esclatar una epidèmia que va matar molts dels seus propers incloent alguns germans, i ell mateix va estar un temps malalt. Alfons VIII va aprofitar per assetjar Conca el gener del 1177 que es va rendir el 21 de setembre del 1177 tot i els esforços per fer aixecar el setge.
Les treves del 1173 havien caducat el 1178 i el príncep hereu de Portugal Sanç atacava la vall del baix Guadalquivir, Triana (Sevilla), Niebla, i l'Algarve. Beja va haver de ser evacuada altre cop. A Gafsa s'havia revoltat també el 1178 Ali al Tawil Banul-Rand i estava obtenint el suport de les poblacions d'Ifríqiya. L'hivern del 1180 al 1181 Yusuf va anar a Gafsa, la va assetjar i la va conquerir; Ali es va rendir i la tribu dels Banu Riyah es va sotmetre. Yusuf volia utilitzar als àrabs d'Ifríqiya per fer la guerra a Andalusia però molt pocs el van voler seguir, i la majoria va restar a Ifríqiya en actitud expectant.
A Andalusia Alfons VIII va atacar Écija i va ocupar Santafila, prop de Lora del Río, mentre els portuguesos atacaven Sanlúcar la Mayor, Aznalfarache i Niebla. Al mateix temps a l'antiatles es van revoltar els Banu Wawazgit que es van apoderar de Zadjundar. Yusuf va haver d'anar en persona a sufocar aquesta revolta mentre el seu general Ibn Wanudin arrasava Talavera.
El 1180 una flota almohade va atacar les costes portugueses de Lisboa a Setubal; es van lliurar combats a Coruche i Porto de Moz però foren derrotats per Fuas Rupinho el 29 de juliol.

## Mort
El 1183 va iniciar obres d'ampliació de Marràqueix i mentre les feia va decidir posar fi a l'agressivitat de castellans i portuguesos que es preveia més forta després que Castella i Lleó van signar l'acord de Fresno-Lavandera per una política de guerra contra els almohades, que implicava la renúncia de Ferran a l'aliança amb aquests; 
El 1184, ja acabada la treva de 1173, el príncep hereu Sanç de Portugal atacava la vall del baix Guadalquivir, Triana (Sevilla), Niebla, i l'Algarve. Beja va haver de ser evacuada altre cop i el 27 de juny de 1184 Yusuf va arribar amb el seu exèrcit davant de Santarem (Shantarin) i va iniciar els preparatius de setge, però l'arribada de l'arquebisbe de Compostela i el mateix Ferran II de Lleó va provocar la desbandada entre les seves forces, que van travessar el riu; el califa va ser ferit mentre s'aixecava el camp i va morir prop d'Evora, camí de Sevilla el 29 de juliol de 1184. El va succeir el seu fill Abu Yusuf Yakub ben Yusuf ben Abd al-Mumin al-Mansur proclamat a Sevilla el dia 10 d'agost.